# Augustus Nicodemus Lopes
Augustus Nicodemus Gomes Lopes (João Pessoa, 25 de setembro de 1954) é um pastor brasileiro. Foi vice-presidente do Supremo Concílio da Igreja Presbiteriana do Brasil de 2018 a 2022, na chapa com Roberto Brasileiro. É pastor presbiteriano e ex-chanceler da Universidade Presbiteriana Mackenzie, de São Paulo. Ampliou sua popularidade com o avanço do movimento reformado no Brasil por meio das mídias sociais acentuado pela pandemia do covid 19, onde o fechamento das igrejas levou cristão a buscarem cultos e estudos bíblicos na internet. Hoje, é pastor na Esperança Bible Presbyterian Church, nos EUA.

## Biografia Ministerial
Estudou desenho industrial e alguns anos de engenharia elétrica na Universidade Federal de Pernambuco (UFPE). Entretanto, bacharelou-se em teologia pelo Seminário Presbiteriano do Norte, concluiu Mestrado em Novo Testamento na Universidade Reformada da África do Sul, na cidade de Potchefstroom, após o qual fez doutorado em Interpretação Bíblica no Westminster Theological Seminary, em Glenside, Pensilvânia, Estados Unidos, e complementação no Seminário de Kampen, nos Países Baixos. Tornou-se pastor da Primeira Igreja Presbiteriana do Recife (1987 a 1991), foi pastor da Igreja Evangélica Suíça de São Paulo (1995 a 2000). Voltou à primeira Igreja Presbiteriana do Recife onde permaneceu entre 2001 e 2003. Entre 2002-2003, 2006 e 2008-2014, esteve na Igreja Presbiteriana de Santo Amaro. De 2014 a 2018 esteve na Primeira Igreja Presbiteriana de Goiânia, depois retornou para Recife.
É ministro da Igreja Presbiteriana do Brasil, teólogo calvinista, professor e escritor natural da Paraíba. Foi chanceler da Universidade Presbiteriana Mackenzie no período de 2003 a 2013, cargo que visa manter a confessionalidade presbiteriana da instituição. Foi vice-diretor e professor de Novo Testamento no Centro Presbiteriano de Pós-Graduação Andrew Jumper, da Igreja Presbiteriana do Brasil, em São Paulo, e foi o vice-presidente do Supremo Concílio da Igreja Presbiteriana do Brasil. Foi pastor auxiliar da Primeira Igreja Presbiteriana do Recife até 2023. Em 2023 se tornou pastor na Esperança Bible Presbyterian Church (esperancabpc), nos EUA, onde permanece como pastor auxiliar do reverendo Samuel Vitalino. É considerado por muitos um dos maiores pregadores e teólogos presbiterianos do Brasil. É reconhecido pela habilidade em explicar, de forma mais simples e numa linguagem acessível, os diversos temas bíblicos complexos tais como predestinação, soberania de Deus, a origem do mal, escatologia, apologética, diferença entre igrejas e seitas e demais temas doutrinários fundamentados na bíblia.

## Comunidade Online
Em Janeiro de 2024, o Pastor e Teólogo Brasileiro Augustus Nicodemus fundou a comunidade online Vivendo as Escritura, uma plataforma dedicada ao estudo da Bíblia e da Teologia Reformada.
Lançada como uma iniciativa voltada para a educação teológica, a comunidade oferece cursos, aulas ao vivo, ebooks, devocionais e fóruns interativos com foco em uma abordagem reformada das Escrituras.
O conteúdo da plataforma abrange desde introduções aos fundamentos da fé cristã até temas teológicos avançados, como escatologia, hermenêutica e desafios contemporâneos à fé. Entre os cursos disponíveis estão "Panorama do Antigo Testamento," "Batalha Espiritual," e "Fundamentos da Teologia Reformada." A comunidade também disponibiliza materiais complementares, como o ebook "O papel do Espírito Santo na hermenêutica dos autores do Novo Testamento".
Além do conteúdo educacional, Vivendo as Escrituras promove um espaço de interação entre os membros, possibilitando discussões e compartilhamento de experiências em um ambiente online. O público-alvo inclui cristãos que buscam aprofundar seus conhecimentos bíblicos, bem como líderes religiosos e estudantes de teologia.
Com uma abordagem teológica baseada nos princípios reformados, a plataforma visa equipar seus membros com ferramentas para interpretar as Escrituras e aplicar seus ensinamentos no dia a dia.

## Livros
Augustus também possui livros publicados em espanhol, italiano e inglês, além de português.
- O Pentecostes e o crescimento da igreja (Editora Vida Nova)
- Livres em Cristo: A Mensagem de Gálatas (Editora Vida Nova)
- Polêmicas na Igreja (Editora Mundo Cristão)
- Pornografia, Há Algum Mal Nisso? (Editora dos Clássicos)
- A Supremacia e a Suficiência de Cristo - A Mensagem de Colossenses (Editora Vida Nova)
- O Culto Segundo Deus - A Mensagem de Malaquias (Editora Vida Nova)
- Mantendo a Igreja Pura (Cultura Cristã)
- Ateísmo Cristão e Outras Ameaças à Igreja Brasileira (Editora Mundo Cristão)
- O Que Estão Fazendo com a Igreja (Editora Mundo Cristão)
- Uma Igreja Complicada: Análise de 1 Coríntios 1-4 (Cultura Cristã)
- O Que Você Precisa Saber Sobre Batalha Espiritual (Cultura Cristã)
- O Culto Espiritual (Cultura Cristã)
- A Bíblia e Sua Família (co-autor, Editora Cultura Cristã)
- A Bíblia e Seus Intérpretes (Editora Cultura Cristã)
- Fé Cristã e Misticismo (co-autor, Editora Cultura Cristã)
- Tolerância no Novo Testamento (Editora PES)
- Calvino o Teólogo do Espírito Santo (Editora PES)
- Ordenação de Mulheres: O que diz o Novo Testamento (PES)
- Comentário em 1 João (Editora Cultura Cristã)
- Comentário em Tiago (Editora Cultura Cristã)
- Comentário em 2 e 3 João e Judas (Editora Cultura Cristã)
- Cheios do Espírito (Editora Vida)
- Ainda não é o fim (Editora LPC)
- A visão social de Calvino (Editora Cultura Cristã)
- Fluxo e Contrafluxo (BT Books)
- Apóstolos (Editora Fiel)
- Caminhos da Fé (Estação da Fé)
- Milagres de Jesus no Evangelho de João (Estação da Fé)
- O que vem depois da morte (Estação da Fé)
- Interpretando o Novo Testamento: Hebreus (Editora Cultura Cristã)
- Interpretando o Novo Testamento: Tiago (Editora Cultura Cristã)
- Interpretando o Novo Testamento: 1 Pedro (Editora Cultura Cristã)
- Interpretando o Novo Testamento: 1 João (Editora Cultura Cristã)
- Interpretando o Novo Testamento: 2 e 3 João e Judas (Editora Cultura Cristã)
- Despertamento Espiritual (Editora Cultura Cristã)
- Avivamento (GodBooks)
- Sexo e Santidade (GodBooks)
- Se Deus for contra nós (Editora Hagnos)
- Ainda não é o fim (Editora Hagnos)
- Cristianismo descomplicado (Editora Mundo Cristão)
- Cristianismo simplificado (Editora Mundo Cristão)
- Cristianismo facilitado (Editora Mundo Cristão)
- Cristianismo bem explicado (Editora Mundo Cristão)
- O que a Bíblia fala sobre dinheiro (Editora Mundo Cristão)
- O que a Bíblia fala sobre oração (Editora Mundo Cristão)
- Teologia Relacional (Editora PES)
- Calvino e a responsabilidade social da igreja (Editora PES)
- A compaixão de Deus (Editora Vida Nova)
- A conquista da terra prometida (Editora Vida Nova)
- Cristianismo na universidade (Editora Vida Nova)
- O poder de Deus para a salvação (Editora Vida Nova)
- O poder de Deus para a santificação (Editora Vida Nova)
- Um chamado a justiça e retidão (Editora Vida Nova)
- No princípio de tudo: Gênesis 1-11 (Editora Vida Nova)
- Minha graça te basta (Editora Vida Nova)
- Confissões de um pregador (Editora Mundo Cristão)

## Homenagens
- 2003: Medalha Marechal Trompovski.[15]
- 23 de novembro de 2017: Cidadão Goiano.[16][17]
- 4 de agosto de 2019: Visitante Ilustre de Sorocaba.[18]

### Em português
- «Entrevista de Augustus Nicodemus Lopes»
- Carta a Jean Martin Ulrico.
- Sobre Puritanos, Puritânicos e Neopuritanos
- Entendendo os fundamentalistas parte I, II & III.
- A Hermenêutica da Teologia da Libertação: Uma Análise de Jesus Cristo Libertador, de Leonardo Boff
- Martyn Lloyd-Jones, John Stott, e 1 Co 12.13: O Debate sobre o Batismo com o Espírito Santo
- Educação Teológica Reformada: Motivos e Desafios
- Qual é o problema de gostar de pornografia?
- PIPG - Primeira Igreja Presbiteriana de Goiânia